# Agabus clavicornis
Agabus clavicornis är en skalbaggsart som beskrevs av Sharp 1882. Agabus clavicornis ingår i släktet Agabus och familjen dykare. Inga underarter finns listade i Catalogue of Life.